# Boris Zilber

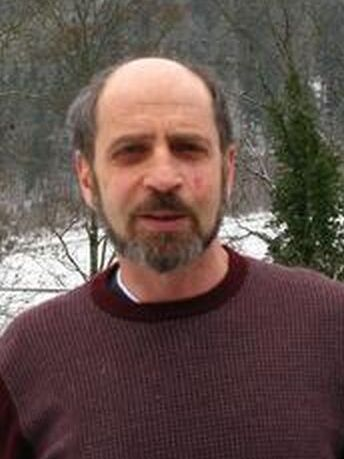
Boris Zilber in Oberwolfach 2010

Boris Zilber (* 1949) ist ein russischstämmiger britischer Mathematiker, der sich mit mathematischer Logik (Modelltheorie) beschäftigt. Er ist Professor emeritus der Universität Oxford.

## Leben und Wirken
Zilber promovierte 1975 an der Universität von Nowosibirsk. 1983 war er Invited Speaker auf dem Internationalen Mathematikerkongress in Warschau (The Structure of Models of Uncountable Categorial Theories). 
Er habilitierte sich 1986 an der Universität Sankt Petersburg (russischer Doktorgrad). 1999 erwarb er den Masterabschluss an der Universität Oxford, wo er am Mathematischen Institut als Professor für mathematische Logik tätig war.
2002 hielt er die Tarski Lectures. 2004 gelang ihm mit einem modelltheoretischen Zugang ein wichtiger Fortschritt in der noch offenen Schanuel-Vermutung, die von großer Bedeutung in der Theorie transzendenter Zahlen ist. Mit Ehud Hrushovski führte er Zariski-Geometrien ein (Journal of the AMS, Bd. 9, 1996, S. 1), Verallgemeinerungen von Zariski-Topologien. Sein Buch darüber mit dem Titel Zariski Geometries – Geometry from the Logician’s Point of View erschien 2010 bei Cambridge University Press. 
Zilber ist auch für eine Vermutung mit Gregory Cherlin in der Modelltheorie bekannt, von ihm 1977 aufgestellt („Cherlin-Zilber-Vermutung“). Sie besagt, dass jede einfache Gruppe von endlichem Morley-Rang isomorph zu einer algebraischen Gruppe über einem algebraisch abgeschlossenen Körper ist.

## Ehrungen
- 2004 erhielt er den Senior Berwick-Preis der London Mathematical Society (LMS).
- Für 2015 wurde ihm der Pólya-Preis der LMS zugesprochen.

## Schriften
- Uncountably Categorical Theories, American Mathematical Society, 1993.
- Zariski Geometries – Geometry from the Logician’s Point of View. In: London Mathematical Society Lecture Notes Nr. 360, 2010, Cambridge University Press, Review von Anand Pillay, Bulletin AMS, Band 50, 2013, S. 175–180.